# 青岛经济技术开发区
青岛经济技术开发区（简称：青岛开发区）是1984年10月，经中国国务院批准设立的首批国家级开发区之一。青岛开发区位于胶州湾西南海岸，与青岛市主城区隔海相对，总面积478平方千米。2012年，完成地区生产总值1365亿元。改革后全域管辖范围包含长江路街道、黄岛街道、薛家岛街道、辛安街道、灵珠山街道、红石崖街道、灵山卫街道（含积米崖港区）、王台街道（含黄山经济区），以及隐珠街道长城村等10个村。2018年9月3日，青岛经济技术开发区工委管委办公地点从原长江中路搬迁到台中路29号。
青岛开发区于1985年3月28日正式动工兴建。1992年，开发区与原青岛市黄岛区体制、区划合二为一，兴建了国家级保税区和新技术产业开发试验区。1995年在薛家岛街道设立了省级凤凰岛旅游度假区。2006年，青岛西海岸出口加工区设立；2008年，青岛前湾保税港区设立。
2019年8月26日，青岛经济技术开发区成为中国（山东）自由贸易试验区的一部分。